# Francisco Andrés de Carvajal
Francisco Andrés de Carvajal, OFM (falecido a 28 de agosto de 1577) foi um prelado católico romano que serviu como arcebispo de São Domingos de 1570 a 1577, primaz das Índias, e terceiro bispo de Porto Rico de 1568 a 1570.